# 坂本裕哉
坂本 裕哉（さかもと ゆうや、1997年7月28日 - ）は、福岡県福岡市西区出身のプロ野球選手（投手）。左投左打。横浜DeNAベイスターズ所属。

## 概要

### プロ入り前
小学4年時から中学生時代までは、軟式野球でプレー。中学生時代に、九州大会での優勝を経験した。
福岡大大濠高校で硬式野球部へ入部すると、1年時の秋からエース格で活躍。春夏の甲子園とは縁がなかったが、3年夏の全国高等学校野球選手権福岡大会初戦では、6イニングを投げ10奪三振を記録した。同部の1学年後輩に浜地真澄が、2学年後輩に三浦銀二・古賀悠斗がいる。
高校卒業後に進学した立命館大学文学部日本史学専攻に入学。硬式野球部に入部し、2年時の春から関西学生野球のリーグ戦で活躍。4年時の春季リーグ戦では、5勝、防御率0.84という好成績でMVPと最優秀投手賞を受賞したほか、ベストナインに選ばれた。また3年時と4年時には、チームが春季リーグ戦で優勝し、全日本大学野球選手権大会に進出。3年時の第67回大会では、国際武道大学との2回戦に先発で登板した。翌年の第68回大会では東海大学との1回戦で先発し、7回2失点と好投（チームは3-4で初戦敗退）。大会後には侍ジャパン大学代表選考合宿に追加招集された。在学中は、リーグ戦通算31試合の登板で16勝8敗、防御率1.99を記録。2学年先輩に自身と同じ左投手の東克樹、1学年先輩に辰己涼介がいる。
2019年のNPBドラフト会議で、横浜DeNAベイスターズから2巡目で指名。契約金7150万円、年俸1265万円（金額は推定）という条件で入団したことによって、前年（2018年）から在籍している東と再びチームメイトになった。背番号は20。

### DeNA時代
2020年は、同期入団の新人選手では外野手の蝦名達夫とともに、春季キャンプを一軍スタート。オープン戦以降も好投を続けたため、東の入団1年目と同じく、開幕ローテーション入りを果たす。この年、新型コロナウイルス感染拡大の影響でプロ野球開幕が6月19日となり、6月25日の中日ドラゴンズ戦（横浜スタジアム）で一軍初登板初先発。奇しくも中日の新人・岡野祐一郎との先発デビュー対決になった試合で、5回まで中日打線をノーヒットに抑えるなど6回無失点と好投。セントラル・リーグの新人投手一番乗りとなるプロ初勝利を挙げた。大学からDeNAに直接入団した新人の左投手による一軍公式戦初登板での勝利は、前身の球団を含めても坂本が初めてである。しかし、6回表二死一・二塁からの暴投で本塁へのベースカバーに入った際に右足首を負傷。6回表までは投げ切ったものの、試合後に右足首の捻挫が判明したため、翌26日に出場選手登録を抹消された。9月8日の対阪神タイガース戦（横浜）から一軍に復帰してからは、レギュラーシーズン終了まで先発ローテーションに定着。通算では10試合の登板（全て先発）で、防御率5.67ながら4勝1敗を記録した。
2021年は、前年から一転して、春季キャンプから二軍で調整していた。一軍の公式戦には、4月16日の対読売ジャイアンツ戦（横浜）でシーズン初登板、5回を10安打3失点で黒星を喫した。しかし、1週間後（同月23日）の対阪神戦（阪神甲子園球場）でも先発を任されると、開幕から首位を走る阪神打線を相手に6回を3被安打1失点と好投。2つの引き分けをはさんで10にまで伸びていたチームの連敗ストップに貢献したほか、自身にも白星が付いた。同30日の東京ヤクルトスワローズ戦(横浜)にも先発したが、2回に村上宗隆の打球が左肩付近を直撃しわずか13球で緊急降板、翌日に登録抹消となった。5月28日に再び登録されて以降は先発ローテーションを任され、最終的には16試合に先発し、阪神からは3勝を挙げたものの、4勝6敗、防御率5.25、投球回は70.1回で1試合あたり僅か4.4回に終わるなど、不本意な成績でシーズンを終えた。
2022年は、オープン戦で無失点登板を続け開幕ローテーション入りを果たす。シーズン初先発となった3月27日の広島東洋カープ戦（横浜）では7回4失点で勝敗つかず、4月21日の阪神戦（横浜）と4月27日の巨人戦（横浜）で続けて満塁本塁打を打たれるなどして二軍に降格した。シーズン終盤は先発から外れ救援も務めたが、15試合の登板で0勝5敗、防御率6.19と結果が残せなかったシーズンとなった。
2023年は、ロングリリーフとして開幕一軍登録を勝ち取るも、登板機会に恵まれず4月23日に登録を抹消。その後も中継ぎとして一軍へ昇格してはすぐに降格する、という日々が続いた。7月29日に抹消されて以降は二軍で先発として好投を続け、9月5日の広島東洋カープ戦(マツダスタジアム)でシーズン初先発を果たすも4回2失点で降板。9月27日の東京ヤクルトスワローズ戦(横浜)で再び先発も4回3失点で降板した。最終的に13試合の登板で0勝1敗、防御率5.76と2年連続の未勝利に終わり、シーズン終了後には300万円ダウンの推定年俸2000万円で契約を更改した。
2024年は、春季キャンプで左肩を痛めたため、開幕を二軍で迎える。5月8日に一軍に昇格し、同日のヤクルト戦（横浜）で5回一死満塁の場面で登板し併殺打に抑え、シーズン初登板をチームのピンチを救う無失点で抑えた。ビハインドの場面での起用から、回跨ぎや火消しをこなすようになり、試合展開によってはリードの場面でも任されるなど、昇格後は抹消されずチーム唯一のリリーフ左腕としてブルペンを支えた。シーズンでは全て救援で48試合に登板し、1勝1敗13ホールド、防御率2.20の成績を挙げた。12月6日、1700万円増となる推定年俸3700万円で契約を更改した。
2025年は、春季キャンプ期間の2月11日の練習時に右足の短内転筋肉離れを起こし、A班キャンプから離脱した。

## 選手としての特徴・人物
最速151 km/hのストレートを投げ込む。変化球はスライダー、カットボール、カーブ、シュート、チェンジアップと多彩。
チェンジアップはカウントを取る球、空振りを取るフォークボールのような球の2種類を操る。
左腕投手であるが、対左打者の方が被打率が高い。
座右の銘は「磨穿鉄硯」（強い意志を持ち続けて、それを達成するまで変えない）で、グラブにこの言葉を刺繍している。
立命館大学とDeNAでチームメイトになった東克樹とは、大学時代に一時、硬式野球部合宿所内の同じ部屋で生活。DeNAへの入団1年目の春先には、当時左肘のトミー・ジョン手術を受けたばかりの東から、技術面やメンタルの保ち方などで助言を受けていたという。
大学の卒論は「野球害毒論」について書いた。

## 詳細情報

### 年度別投手成績
| 年 度     | 球 団     | 登 板 | 先 発 | 完 投 | 完 封 | 無 四 球 | 勝 利 | 敗 戦 | セ 丨 ブ | ホ 丨 ル ド | 勝 率 | 打 者 | 投 球 回 | 被 安 打 | 被 本 塁 打 | 与 四 球 | 敬 遠 | 与 死 球 | 奪 三 振 | 暴 投 | ボ 丨 ク | 失 点 | 自 責 点 | 防 御 率 | W H I P |
| --------- | --------- | ----- | ----- | ----- | ----- | -------- | ----- | ----- | -------- | ----------- | ----- | ----- | -------- | -------- | ----------- | -------- | ----- | -------- | -------- | ----- | -------- | ----- | -------- | -------- | ------- |
| 2020      | DeNA      | 10    | 10    | 0     | 0     | 0        | 4     | 1     | 0        | 0           | .800  | 200   | 46.0     | 48       | 10          | 17       | 3     | 3        | 29       | 1     | 0        | 30    | 29       | 5.67     | 1.41    |
| 2021      | DeNA      | 16    | 16    | 0     | 0     | 0        | 4     | 6     | 0        | 0           | .400  | 310   | 70.1     | 89       | 9           | 22       | 0     | 3        | 46       | 2     | 0        | 43    | 41       | 5.25     | 1.58    |
| 2022      | DeNA      | 15    | 9     | 0     | 0     | 0        | 0     | 5     | 0        | 0           | .000  | 212   | 48.0     | 52       | 9           | 21       | 0     | 3        | 28       | 1     | 0        | 33    | 33       | 6.19     | 1.52    |
| 2023      | DeNA      | 13    | 2     | 0     | 0     | 0        | 0     | 1     | 0        | 0           | .000  | 111   | 25.0     | 27       | 2           | 12       | 0     | 2        | 13       | 1     | 0        | 16    | 16       | 5.76     | 1.56    |
| 2024      | DeNA      | 48    | 0     | 0     | 0     | 0        | 1     | 1     | 0        | 13          | .500  | 190   | 45.0     | 43       | 3           | 12       | 2     | 1        | 39       | 3     | 0        | 16    | 11       | 2.20     | 1.22    |
| 通算：5年 | 通算：5年 | 102   | 37    | 0     | 0     | 0        | 9     | 14    | 0        | 13          | .391  | 1023  | 234.1    | 259      | 33          | 84       | 5     | 12       | 155      | 8     | 0        | 138   | 130      | 4.99     | 1.46    |

- 2024年度シーズン終了時

### 年度別守備成績
| 年 度 | 球 団 | 投手  | 投手  | 投手  | 投手  | 投手  | 投手     |
| 年 度 | 球 団 | 試 合 | 刺 殺 | 補 殺 | 失 策 | 併 殺 | 守 備 率 |
| ----- | ----- | ----- | ----- | ----- | ----- | ----- | -------- |
| 2020  | DeNA  | 10    | 4     | 10    | 0     | 0     | 1.000    |
| 2021  | DeNA  | 16    | 4     | 11    | 0     | 1     | 1.000    |
| 2022  | DeNA  | 15    | 1     | 13    | 1     | 3     | .933     |
| 2023  | DeNA  | 13    | 2     | 3     | 0     | 0     | 1.000    |
| 2024  | DeNA  | 48    | 0     | 9     | 1     | 1     | .900     |
| 通算  | 通算  | 102   | 11    | 46    | 2     | 5     | .966     |

- 2024年度シーズン終了時

### 記録
初記録
投手記録
- 初登板・初先発登板・初勝利・初先発勝利：2020年6月25日、対中日ドラゴンズ3回戦（横浜スタジアム）、6回無失点
- 初奪三振：同上、2回表に阿部寿樹から空振り三振
- 初ホールド：2024年5月25日、対広島東洋カープ10回戦（横浜スタジアム）、6回表に3番手で救援登板、2回無失点

打撃記録
- 初打席：初登板参照、2回裏に岡野祐一郎から空振り三振
- 初安打：2020年11月4日、対中日ドラゴンズ23回戦（ナゴヤドーム）、3回表に勝野昌慶から左前安打

### 背番号
- 20（2020年 - ）

### 登場曲
- 「Hey What's Up?」赤西仁（2020年）
- 「Aphrodisiac」赤西仁（2021年）
- 「We The Party」赤西仁（2022年）
- 「アイナルホウエ」赤西仁（2022年）